# Cabracan
Cabracan ist eine Gestalt aus der Maya-Mythologie, über die der Popol Vuh, das heilige Buch der Quiché-Maya, berichtet. Er ist ein Erdbeben-Dämon. Sein Name lässt sich mit „Zwei Beine“ übersetzen, da seine Schritte die Erde erzittern ließ.
Nachdem sie bereits seinen Vater Vucub Caquix und Bruder Zipacna besiegt hatten, stellten sich die Heldenbrüder Hunahpú und Ixbalanqué Cabracan. Zunächst gaben sie sich als einfache Blasrohrjäger aus, die ihm anboten, ihn zu einem großen Berg im Osten zu führen, den der Dämon noch nicht zerschmettert hatte. Als Cabracan während der Reise schlief, brieten sie eine Reihe von Vögeln, die sie mit Kalkstein würzten. Cabracan fraß die gebratenen Vögel und erstickte.